# Cypisek – syn rozbójnika Rumcajsa
Cypisek – syn rozbójnika Rumcajsa (cz. O loupeznickém synku Cipískovi) – czechosłowacki serial animowany dla dzieci z 1972 roku w reżyserii Ladislava Čapka. Kontynuacja serialu Przygody rozbójnika Rumcajsa z 1967 roku. Serial liczy 13 odcinków.

## Fabuła
Serial opowiada o dalszych przygodach rozbójnika Rumcajsa i jego rodzinie.

## Spis odcinków
1. Jak książę pan chciał odebrać Cypiskowi srebrną łyżeczkę
2. Buty dla Cypiska
3. Cypisek i Wodnik
4. Jak Cypisek i Rumcajs uratowali Rusałkę
5. Jak Cypisek zwiedzał świat i został przyjęty na służbę do księcia pana
6. Jak rak uratował Hankę i Cypiska
7. Jak Cypisek ukradł plany wojenne
8. Jak Cypisek walczył z niedźwiedziem
9. Jak Rumcajs i Cypisek ratowali raki
10. Jak Rumcajs i Cypisek bronili lasu przed wojskiem generała
11. Jak Rumcajs i Cypisek zrobili rakietę
12. Jak Rumcajs z Hanką pokonali strzygi
13. Jak Rumcajs i Cypisek pokonali siedmiogłowego smoka